# Baseball Madness
Baseball Madness er en amerikansk stumfilm fra 1917 af Billy Mason.

## Medvirkende
- Gloria Swanson
- Billy Mason
- Orin Jackson
- Mark Fenton
- Du Cello